# Una cella in due
Una cella in due è un film del 2011, diretto da Nicola Barnaba.

## Trama
Angelo è un disoccupato con un amore non ricambiato per la sua migliore amica. L'uomo vive la crisi economica del momento: niente lavoro, pochi soldi, mesi d'affitto arretrati. Tutti i suoi guai sembrano terminare quando trova finalmente lavoro in un autosalone come tuttofare, ma ben presto scopre che quel lavoro è stato già assegnato ad un'altra persona dietro forti raccomandazioni.
In preda alla disperazione, Angelo tenta una rapina maldestra che finisce con la sua cattura. Condotto in carcere deve dividere la cella con Manolo, uno psicopatico appassionato di spaghetti. Ben presto in cella arriva anche Romolo, un avvocato truffaldino denunciato dalla moglie, che si vendica in questo modo del suo tradimento con la segretaria Valeria. In carcere Angelo e Romolo stringono amicizia e iniziano a progettare il loro sogno di andare, una volta usciti di galera, in Costa Rica.

## Accoglienza

### Incassi
In Italia il film ha incassato 120.000€ nel primo weekend di programmazione arrivando a 251.000€ nelle prime due settimane.